# Djurgården Hockey 1938/1939
Djurgårdens IF återupplivade inför säsongen 1938/1939 sin ishockeysektion, som hade lagts ned 1934. Initiativet kom från Svenska Dagbladets Gustaf "Lulle" Johansson, som tidigare hade spelat ishockey för IK Göta. Johansson kontaktade andra ledare inom Djurgården, däribland Einar "Stor-Klas" Svensson, och man fick ihop ett hockeylag som började om i Stockholmsseriens klass VI. Man spelade bara ett fåtal matcher, men vann klassen och avancerade till klass V.